# 36-я улица (линия Четвёртой авеню, Би-эм-ти)
|     |   |   |     |     |   |   |     |
| · л | · | · | · э | · э | · | · | · л |

|     |   |   |     |     |   |   |     |
| · л | · | · | · э | · э | · | · | · л |

«36-я улица» (англ. 36th Street) — станция Нью-Йоркского метрополитена, расположенная на линии Четвёртой авеню, Би-эм-ти. Станция находится в Бруклине, в округе Сансет-Парк, на пересечении 36-й улицы с 4-й авеню. На станции останавливаются маршруты: D (круглосуточно), N (круглосуточно), R (круглосуточно) и W (часть рейсов в часы пик в пиковом направлении). Экспресс-пути используются маршрутами D (круглосуточно, кроме ночи) и N (круглосуточно, кроме ночи). Локальные пути используются маршрутами: D (ночью), N (ночью), R (круглосуточно) и W (часть рейсов в часы пик в пиковом направлении).

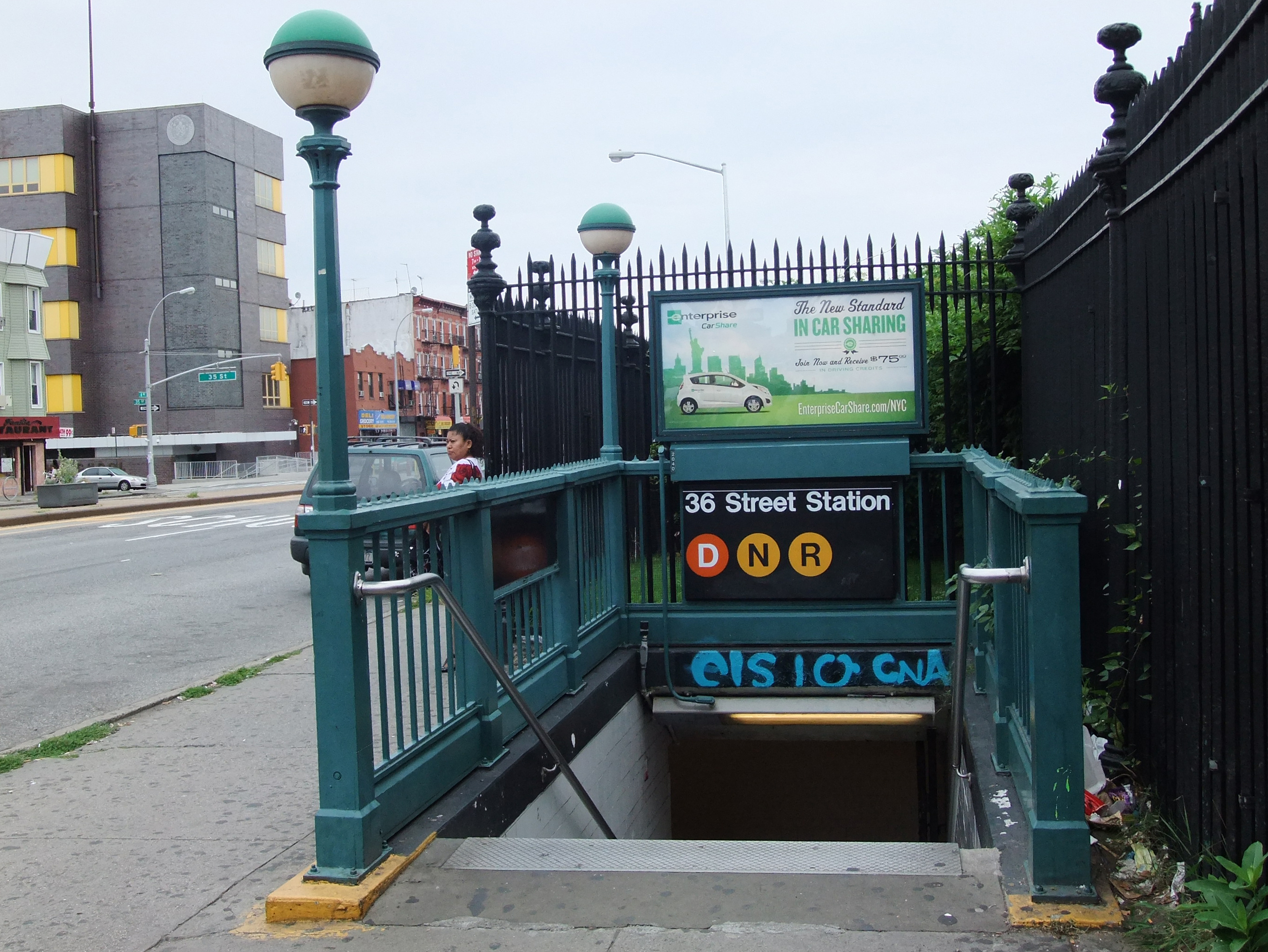
Выход со станции

Эта станция расположена на четырёхпутном участке линии и представлена двумя островными платформами.
Станция реконструировалась с 1996 по 1998 годы. В ходе этой реконструкции были отремонтированы лестницы, платформы, проведены отделочные работы, улучшена система освещения.
Эта станция — одна из двух носящих это имя, которые обслуживает маршрут R. Аналог этой станции в Куинсе расположен на линии Куинс-бульвара.
Южнее станции ответвляется от линии и поворачивает на восток линия Уэст-Энд, причём на неё можно попасть и с локальных, и с экспресс-путей (маршрут D). Первой станцией на линии Уэст-Энд является Девятая авеню, где имеется два уровня и по три пути на каждом, пути отсюда ведут на все из них, — однако нижний уровень закрыт, а на верхнем используются только два боковых пути. Сама линия Четвёртой авеню продолжается прямо (маршруты N, R и W).